# 제임스 비티 (시인)

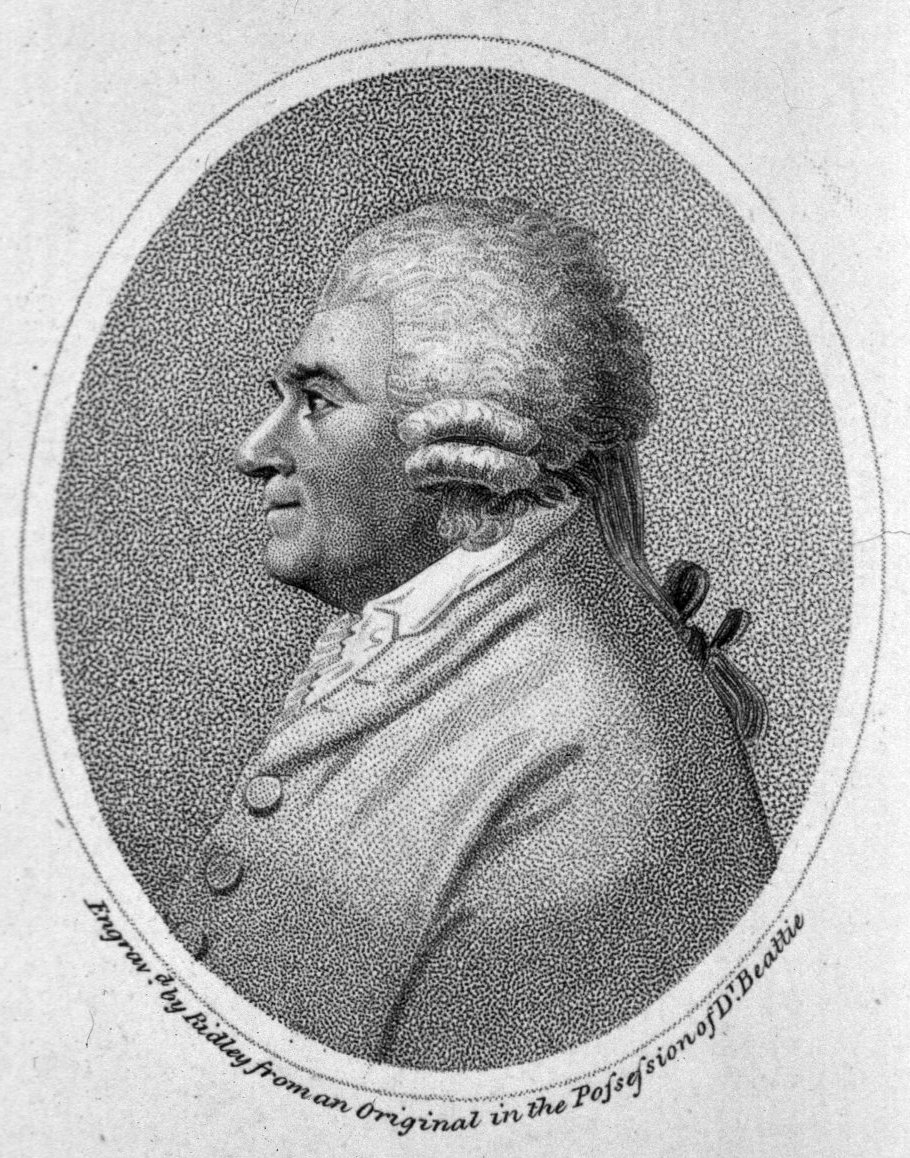

제임스 비티(James Beattie, /ˈbiːti/; 1735년 10월 25일 – 1803년 8월 18일)는 스코틀랜드의 시인, 윤리학자, 철학자였다.
1753년에 포르둔(Fordoun) 교구의 교장이 되었다. 1758년에 애버딘(Aberdeen) 문법 학교의 안내직을 맡았다.